# Cartografia de uma história
Cartografia de uma história - São Paulo colonial: mapas e relatos foi uma exposição no Museu Paulista da Universidade de São Paulo. O objetivo da exposição foi ilustrar a evolução da cartografia na definição do território brasileiro, em especial o sertão paulista. Foi inaugurada em 2005.
Elementos marcantes na exposição foram os relativos às expedições fluviais, incluindo representações mitológicas.
A coordenação da exposição, que cobriu as salas 14, 22 a 26, 28, 29, 31 e 34 do museu, foi de Eni de Mesquita Samara e Vera Lucia Amaral Ferlini. Mapas antigos foram analisados a partir de técnicas contemporâneas, sob a curadoria do INPE.
Para a exposição, Anna Maria Kieffer realizou as trilhas, buscando combinar sonoridades tradicionais e elementos contemporâneos, com ênfase nas monções. A música contribui para estabelecer interatividade na exposição.
Apesar de contar com peças novas, a exposição também se conectou ao acervo permanente do Museu Paulista. Houve, por exemplo, imagens associadas à maquete São Paulo em 1841.